# Jean Paul Vuillemin
Jean Paul Vuillemin  ( 1861 -  1932) foi um micologista suiço.